# Stazione di Torre Annunziata Centrale
Stazione di Torre Annunziata Centrale vasútállomás Olaszországban, Torre Annunziata településen.

## Vasútvonalak
Az állomást az alábbi vasútvonalak érintik:
- Nápoly–Battipaglia-vasútvonal
- Torre Annunziata-Castellammare di Stabia-Gragnano-vasútvonal
- Cancello-Torre Annunziata-vasútvonal

## Kapcsolódó állomások
A vasútállomáshoz az alábbi állomások vannak a legközelebb:
- Stazione di Torre Annunziata Città (Stazione di Napoli Campi Flegrei)
- Stazione di Pompei (Stazione di Salerno)
- Stazione di Boscoreale (Cancello-Torre Annunziata-vasútvonal)
- Stazione di Rovigliano (Stazione di Castellammare di Stabia, Torre Annunziata-Castellammare di Stabia-Gragnano-vasútvonal)